# Communauté de communes de la région de Chemillé
La communauté de communes de la région de Chemillé est une ancienne communauté de communes française située dans le département de Maine-et-Loire, en région Pays de la Loire. Elle a existé de 1994 à 2015.
Elle se situait dans la région des Mauges et faisait partie du syndicat mixte Pays des Mauges.
Le 15 décembre 2015, les douze communes de l'intercommunalité fusionnent (dont l'ancienne commune nouvelle de Chemillé-Melay avec ses deux communes déléguées) et ses compétences sont transférées à la commune nouvelle de Chemillé-en-Anjou créée avec treize communes déléguées.

## Composition
La communauté de communes de la région de Chemillé regroupait douze communes, :
| Nom                      | Code Insee | Gentilé            | Superficie (km2) | Population (dernière pop. légale) | Densité (hab./km2) |
| ------------------------ | ---------- | ------------------ | ---------------- | --------------------------------- | ------------------ |
| Chemillé (siège)         | 49092      | Chemillois         | 49,20            | 7 028 (2010)                      | 143                |
| Chanzeaux                | 49071      | Chanzéens          | 31,47            | 1 177 (2013)                      | 37                 |
| La Chapelle-Rousselin    | 49074      | Rousselinois       | 12,54            | 778 (2013)                        | 62                 |
| Cossé-d'Anjou            | 49111      | Cosséens           | 13,29            | 430 (2013)                        | 32                 |
| La Jumellière            | 49169      | Jumellinois        | 29,09            | 1 419 (2013)                      | 49                 |
| Neuvy-en-Mauges          | 49225      | Neuvillois         | 18,13            | 802 (2013)                        | 44                 |
| Sainte-Christine         | 49268      | Sainte-Christinois | 9,52             | 813 (2013)                        | 85                 |
| Saint-Georges-des-Gardes | 49281      | Saint-Georgiens    | 32,49            | 1 616 (2013)                      | 50                 |
| Saint-Lézin              | 49300      | Liciniens          | 13,08            | 777 (2013)                        | 59                 |
| La Salle-de-Vihiers      | 49325      | Sallésiens         | 17,27            | 1 036 (2013)                      | 60                 |
| La Tourlandry            | 49351      | Landericiens       | 19,34            | 1 344 (2013)                      | 69                 |
| Valanjou                 | 49153      | Valanjevins        | 55,86            | 2 290 (2013)                      | 41                 |

## Géographie
Elle se situait dans la région des Mauges, et plus précisément dans le Chemillois. Elle s'étendait sur une superficie d'environ 324 km2 (32 398 hectares)

## Historique
La communauté de communes de la région de Chemillé succède le 1er janvier 1994 à un syndicat intercommunal à vocation multiple (SIVM) créé en 1964, le second mis en place en Maine-et-Loire.
Composée à l'origine de dix communes, le territoire intercommunal s'enrichit de l'adhésion de la Salle-de-Vihiers au 1er janvier 2001, puis de celles de Chanzeaux et de Valanjou au 1er janvier 2005.
En 2005, elle révise ses statuts et complète ses compétences.
Jusqu'en décembre 2012, l'intercommunalité compte treize communes. Le 1er janvier 2013, les deux communes de Chemillé et Melay se regroupent pour former la commune nouvelle de Chemillé-Melay. La communauté de communes comprend dès lors douze communes, et modifie ses statuts en conséquence. Au 1er janvier 2013, le nombre et la répartition des sièges entre les communes membres est modifié.
L'intercommunalité étend ses compétences en septembre 2013, y ajoutant une compétence d'intérêt communautaire sur le domaine de la Morosière à Neuvy-en-Mauges, en janvier 2014, y ajoutant la gestion du plan local de l'urbanisme (PLU) et le recensement des zones humides.
En 2014, un projet de fusion de l'ensemble des communes de l'intercommunalité se dessine. Le 2 juillet 2015, les conseils municipaux de l'ensemble des communes du territoire communautaire votent la création d'une commune nouvelle qui voit le jour le 15 décembre 2015, sous le nom de Chemillé-en-Anjou.

## Politique et administration

### Compétences
Elle œuvrait dans les domaines de l'aménagement de l'espace, du développement économique, de la protection et de la mise en valeur de l'environnement, ainsi que des équipements communautaires dans les domaines culturels, sportifs, sociaux, et touristiques.

### Présidence
Le siège de l'intercommunalité était fixé à Chemillé-Melay.
| Période                                  | Période          | Identité        | Étiquette | Qualité                  |
| ---------------------------------------- | ---------------- | --------------- | --------- | ------------------------ |
| 2001                                     | 2008             | Gérard Maillet  |           | Maire de Melay           |
| 2008                                     | 14 décembre 2015 | Christophe Dilé | DVD       | Maire de Neuvy-en-Mauges |
| Les données manquantes sont à compléter. |                  |                 |           |                          |

## Population

### Démographie
| 1994 | 1998 | 2002 | 2004 | 2006   | 2007   | 2009   | 2012   |
| ---- | ---- | ---- | ---- | ------ | ------ | ------ | ------ |
| -    | -    | -    | -    | 19 971 | 20 172 | 20 679 | 21 184 |

Entre 2007 et 2012, la population de la communauté de communes a progressé de 0,7 % par an.

### Logement
On comptait en 2009, sur le territoire de la communauté de communes, 8 407 logements, pour un total sur le département de 360 144. 93 % étaient des résidences principales, et 69 % des ménages en étaient propriétaires.

### Revenus
En 2010, le revenu fiscal médian par ménage sur la communauté de communes était de 16 748 €, pour une moyenne sur le département de 17 632 €.

## Économie
Sur 1 853 établissements présents sur l'intercommunalité à fin 2010, 34 % relevaient du secteur de l'agriculture (pour 17 % sur l'ensemble du département), 8 % relevaient du secteur de l'industrie, 9 % du secteur de la construction, 39 % du secteur du commerce et des services (pour 53 % sur le département) et 10 % de celui de l'administration et de la santé.